# Thibault Moulin
Thibault Moulin (Flers, 13 januari 1990) is een Frans voetballer die bij voorkeur als centrale middenvelder speelt. Sinds 2022 speelt hij voor Wieczysta Kraków.

## Clubcarrière
Op veertienjarige leeftijd sloot Moulin zich aan in de jeugdacademie van SM Caen. Eerder speelde hij bij US Athis en FC Flers, de club uit zijn geboortegemeente. Op 11 september 2010 debuteerde hij in de Ligue 1 tegen AJ Auxerre. Tijdens het seizoen 2011/12 werd de centrale middenvelder uitgeleend aan LB Châteauroux. In 2013 trok hij transfervrij naar Clermont Foot, waar hij in twee seizoenen vijf doelpunten maakte in zevenenzestig competitiewedstrijden. In mei 2015 verbond hij zich aan Waasland-Beveren.

## Statistieken
| Seizoen | Club                  | Land                 | Competitie         | Competitie | Competitie | Beker | Beker | Internationaal | Internationaal | Totaal | Totaal |
| Seizoen | Club                  | Land                 | Competitie         | Wed.       | Dlp.       | Wed.  | Dlp.  | Wed.           | Dlp.           | Wed.   | Dlp.   |
| ------- | --------------------- | -------------------- | ------------------ | ---------- | ---------- | ----- | ----- | -------------- | -------------- | ------ | ------ |
| 2010/11 | SM Caen               | Vlag van Frankrijk   | Ligue 1            | 17         | 0          | 1     | 0     | 0              | 0              | 18     | 0      |
| 2011/12 | → LB Châteauroux      | Vlag van Frankrijk   | Ligue 2            | 27         | 4          | 4     | 0     | 0              | 0              | 31     | 4      |
| 2012/13 | SM Caen               | Vlag van Frankrijk   | Ligue 2            | 19         | 1          | 3     | 0     | 0              | 0              | 22     | 1      |
| 2013/14 | Clermont Foot         | Vlag van Frankrijk   | Ligue 2            | 32         | 3          | 2     | 0     | 0              | 0              | 34     | 3      |
| 2014/15 | Clermont Foot         | Vlag van Frankrijk   | Ligue 2            | 35         | 2          | 0     | 0     | 0              | 0              | 35     | 2      |
| 2015/16 | Waasland-Beveren      | Vlag van België      | Jupiler Pro League | 31         | 3          | 2     | 1     | 0              | 0              | 33     | 4      |
| 2016/17 | Legia Warschau        | Vlag van Polen       | Ekstraklasa        | 32         | 2          | 1     | 0     | 12             | 1              | 45     | 3      |
| 2017/18 | Legia Warschau        | Vlag van Polen       | Ekstraklasa        | 19         | 2          | 0     | 0     | 5              | 0              | 24     | 2      |
| 2017/18 | PAOK Saloniki         | Vlag van Griekenland | Super League       | 2          | 0          | 0     | 0     | 0              | 0              | 2      | 0      |
| 2018/19 | → MKE Ankaragücü      | Vlag van Turkije     | Süper Lig          | 20         | 0          | 0     | 0     | 0              | 0              | 20     | 0      |
| 2019/20 | Xanthi                | Vlag van Griekenland | Super League 2     | 17         | 0          | 0     | 0     | 0              | 0              | 17     | 0      |
| 2020/22 | FC Academica Clinceni | Vlag van Roemenië    | Liga 1             | 32         | 1          | 0     | 0     | 0              | 0              | 32     | 1      |
| 2022    | Wieczysta Kraków      | Vlag van Polen       | IV liga            | 0          | 0          | 0     | 0     | 0              | 0              | 0      | 0      |
| TOTAAL  | TOTAAL                | TOTAAL               | TOTAAL             | 283        | 18         | 13    | 1     | 17             | 1              | 313    | 20     |